# Oswego (Carolina del Sur)
Oswego es un lugar designado por el censo ubicado en el condado de Sumter, en el estado estadounidense de Carolina del Sur. La localidad en el año 2010 tiene una población de 84 habitantes en una superficie de 4.3 km², con una densidad poblacional de 22.3 personas por km². 

## Geografía
Oswego se encuentra ubicado en las coordenadas 34°0′30″N 80°17′14″O / 34.00833, -80.28722. Según la Oficina del Censo, el pueblo tiene un área total de 4,3 km² (1,7 mi²), de la cual 4,3 km² (1,7 mi²) es tierra y 0 km² (0 mi²) (0.0%) es agua.

### Localidades adyacentes
El siguiente diagrama muestra a las localidades en un radio de 16 kilómetros (9,9 mi) de Oswego.

## Demografía
En el 2000 la renta per cápita promedia del hogar era de $50.714, y el ingreso promedio para una familia era de $52.500. El ingreso per cápita para la localidad era de $23.379. En 2000 los hombres tenían un ingreso per cápita de $38.750 contra $25.417 para las mujeres. Ninguno de la población y ninguna de las familias estaban por debajo del umbral de pobreza nacional. 